# José Marsà
José Martínez Marsà (Esplugues de Llobregat, 4 maart 2002) is een Spaans voetballer die sinds 2024 uitkomt voor KV Mechelen.

## Clubcarrière
Marsà genoot z'n jeugdopleiding bij FC Barcelona. In het seizoen 2020/21 speelde hij dertien competitiewedstrijden voor het tweede elftal van de club, dat toen uitkwam in de Segunda División B. In de zomer van 2021 verhuisde hij naar Sporting CP. Op 14 mei 2022 maakte hij z'n officiële debuut voor het eerste elftal van de club: op de slotspeeldag van de Primeira Liga liet trainer Rúben Amorim hem in de 4-0-zege tegen CD Santa Clara in de 79e minuut invallen. In het seizoen 2022/23 speelde hij zeven officiële wedstrijden voor de eerste ploeg van Sporting. In de competitie kreeg hij basisplaatsen tegen Gil Vicente FC en Casa Pia AC, in de bekercompetities kwam hij aan drie basisplaatsen. In de Champions League-groepsfase liet Amorim hem zowel uit als thuis invallen tegen Olympique Marseille.
In januari 2023 keerde Marsà terug naar Spanje: de jonge twintiger werd tot het einde van het seizoen uitgeleend aan tweedeklasser Sporting Gijón. Na afloop van het seizoen 2022/23 maakte Marsà op transfervrije basis de overstap naar reeksgenoot FC Andorra. Andorra hoefde niets te betalen voor Marsà, maar Sporting CP behield wel 50% van de transferrechten op de speler.
In juli 2024 ondertekende Marsà een driejarig contract bij de Belgische eersteklasser KV Mechelen.

## Statistieken
| Seizoen         | Club                 | Competitie         | Competitie | Competitie | Beker | Beker | Europa | Europa | Totaal | Totaal |
| Seizoen         | Club                 | Competitie         | Wed.       | Dlp.       | Wed.  | Dlp.  | Wed.   | Dlp.   | Wed.   | Dlp.   |
| --------------- | -------------------- | ------------------ | ---------- | ---------- | ----- | ----- | ------ | ------ | ------ | ------ |
| 2020-21         | FC Barcelona Atlètic | Primera Federación | 13         | 0          | 0     | 0     | 0      | 0      | 13     | 0      |
| 2021-22         | Sporting CP B        | Liga 3             | 19         | 0          | 0     | 0     | 0      | 0      | 19     | 0      |
| 2022-23         | Sporting CP B        | Liga 3             | 5          | 0          | 0     | 0     | 0      | 0      | 5      | 0      |
| 2022-23         | Sporting CP          | Primeira Liga      | 3          | 0          | 3     | 0     | 2      | 0      | 8      | 0      |
| 2022-23         | → Sporting de Gijón  | Segunda División A | 13         | 0          | 0     | 0     | 0      | 0      | 13     | 0      |
| 2023-24         | FC Andorra           | Segunda División A | 30         | 0          | 1     | 0     | 0      | 0      | 31     | 0      |
| 2024-25         | KV Mechelen          | Eerste klasse A    | 37         | 1          | 2     | 0     | 0      | 0      | 39     | 1      |
| 2025-26         | KV Mechelen          | Eerste klasse A    | 4          | 0          | 0     | 0     | 0      | 0      | 4      | 0      |
| Carrière totaal | Carrière totaal      | Carrière totaal    | 124        | 1          | 6     | 0     | 2      | 0      | 132    | 1      |

## Interlandcarrière
Marsà nam met Spanje –17 in 2019 deel aan het WK onder 17 in Brazilië. Marsà speelde mee in alle drie de groepswedstrijden, alsook in de achtste finale tegen Senegal (2-1-winst) en in de kwartfinale tegen Frankrijk (1-6-nederlaag).